# 第二次英荷戰爭
第二次英荷战争（荷蘭語：Tweede Engels-Nederlandse Oorlog，1665年－1667年）是四次英荷战争中的第二次，是英格兰王国以及荷兰共和国爆发的海战，战争的起因是贸易问题。最终荷兰海军给英国造成了不小的损失。战争以荷兰的胜利告终。双方最终签订《布雷达和约》。

## 背景
英国在第一次英荷战争取胜后，迫使荷兰承认《航海条例》的合法性。该条例对外国海运进行了诸多限制，严重阻碍了荷兰资本主义的发展。为了进一步打破荷兰人的海上垄断，英国凭借强大的海军力量，强行占领了荷兰在北美建立的殖民地新阿姆斯特丹（今纽约）。这一军事行为引起了荷兰的不满，双方再度爆发战争。

## 战争过程
英国皇家海军在战争初期占据优势，但是没有将优势转化为胜利。双方很快就陷入拉锯战。在战局胶着之时，荷兰与法国和葡萄牙结成了联盟。1666年4月至1667年2月，法军攻占英国西印度群岛的三个殖民据点。1667年6月，荷兰海军趁英军不备，突袭麦德威（英国地名），击沉并俘获英国战舰多艘。此外，英国在沿海地区的主要城市被荷兰大炮摧毁，首都伦敦也遭到炮击。英国被迫与荷兰进行和谈。同年7月31日，双方签订了《布雷达和约》，标志着战争的结束

## 布雷达和约
该和约对领土和殖民贸易作出了一些调整，主要内容如下：
- 英国放弃荷属东印度群岛方面的权益
- 归还英属南美洲的苏里南
- 荷兰割让哈德逊河流域和新阿姆斯特丹
- 荷兰承认英国在西印度群岛的统治地位
- 英国放宽《航海条例》[2]

在领土方面，英荷双方得失大致相当，但由于英国放宽了《航海条例》，实际上承认了战争的失败。

## 影响
第二次英荷战争使殖民贸易的天平再度向荷兰倾斜。战后英国人民将此次失败视为奇耻大辱，准备向荷兰人复仇，这很大程度上促成了下一次战争的爆发。而荷兰则商业重新迅速发展。表面上，荷兰获得了巨大利益，但这也使荷兰进一步承认了《航海条例》的合法性并自觉遵守。由于英国尚处于资产阶级革命之中，资本主义发展迅速，所以荷兰的军事实力很快就被英国超过并在下一次战争中落败，商业最终衰落。

## 战局分析
荷兰能够取得胜利有如下主要因素：

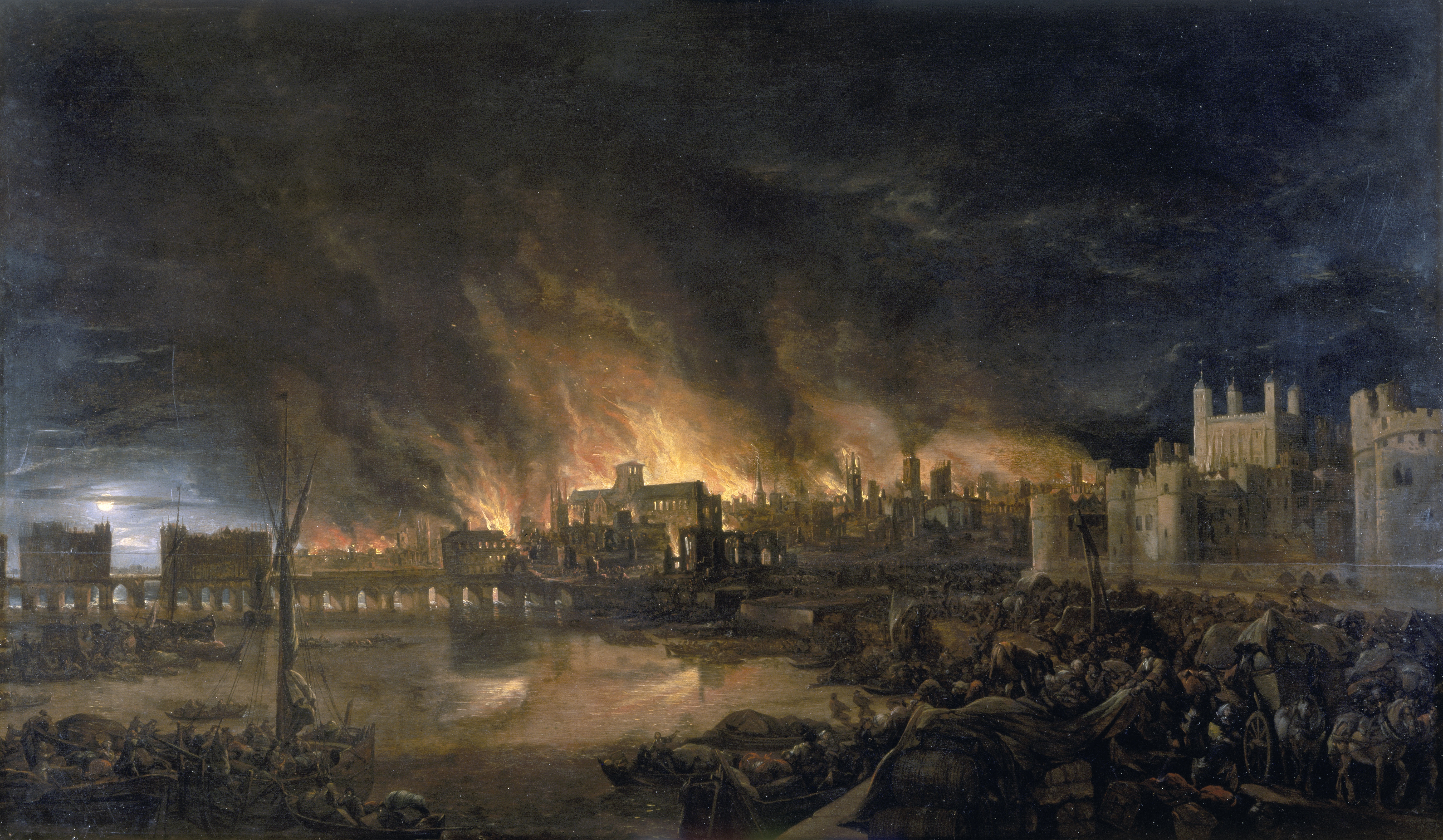
1666年伦敦火灾

- 第一次英荷战争后，荷兰效仿英国的海军战术并且大量制造舰船。荷兰的海军实力在战前已经有了飞速的提升。
- 法国、葡萄牙与荷兰结盟。前者对英国的威慑力尤其大。为了防范法军袭击，英国不得不调用大量海军。
- 由于克伦威尔不断对外用兵，英国国内士气低迷，财政出现赤字。
- 英国海军的一些舰船年久失修，战前实力已有所下降。
- 战争时黑死病正在英国伦敦地区流行，仅伦敦就有超过10万人因此死亡。
- 1666年，伦敦爆发火灾。大火整整烧了4日。造成经济损失高达1200万英镑，超过两次对荷战争军事开支之和。